# Kyoko Ishida
Kyoko Ishida (em japonês:  石田 京子; Osaka, 12 de julho de 1960) é uma ex-jogadora de voleibol do Japão que competiu nos Jogos Olímpicos de 1984.
Em 1984, ela fez parte da equipe japonesa que conquistou a medalha de bronze no torneio olímpico, no qual atuou em uma partida.